# Safari World

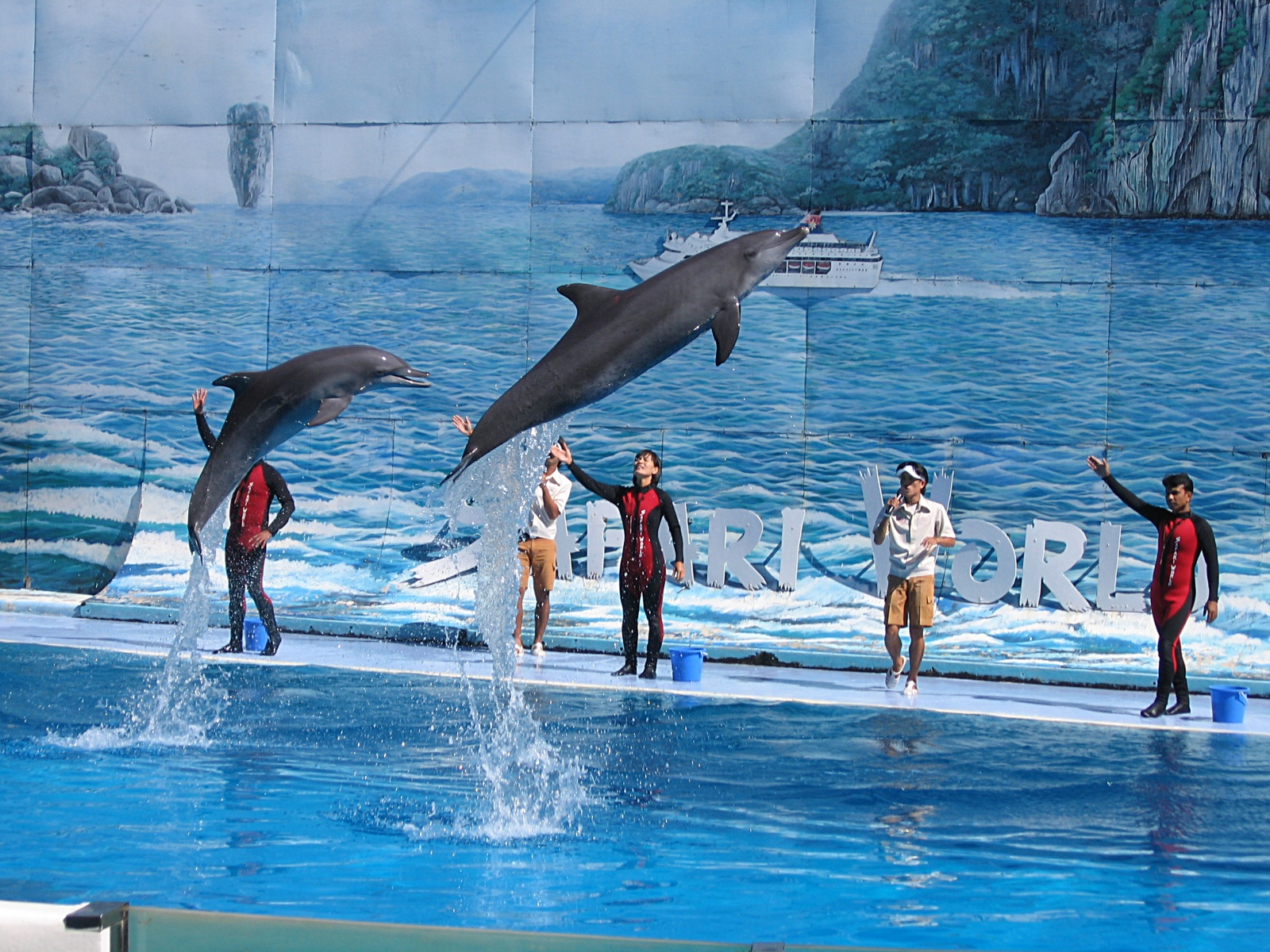
Spectacle de dauphins (2006)

Safari World est un zoo ouvert situé au nord-est de Bangkok, en Thaïlande. Il a ouvert le 17 février 1988. D'une superficie d'environ 500 acres, il se trouve au 99 rue Ramintra, Samwatawantok, Klongsamwa Bangkok. Il est ouvert tous les jours de 9 à 17 heures.
Safari World comporte 2 parties.

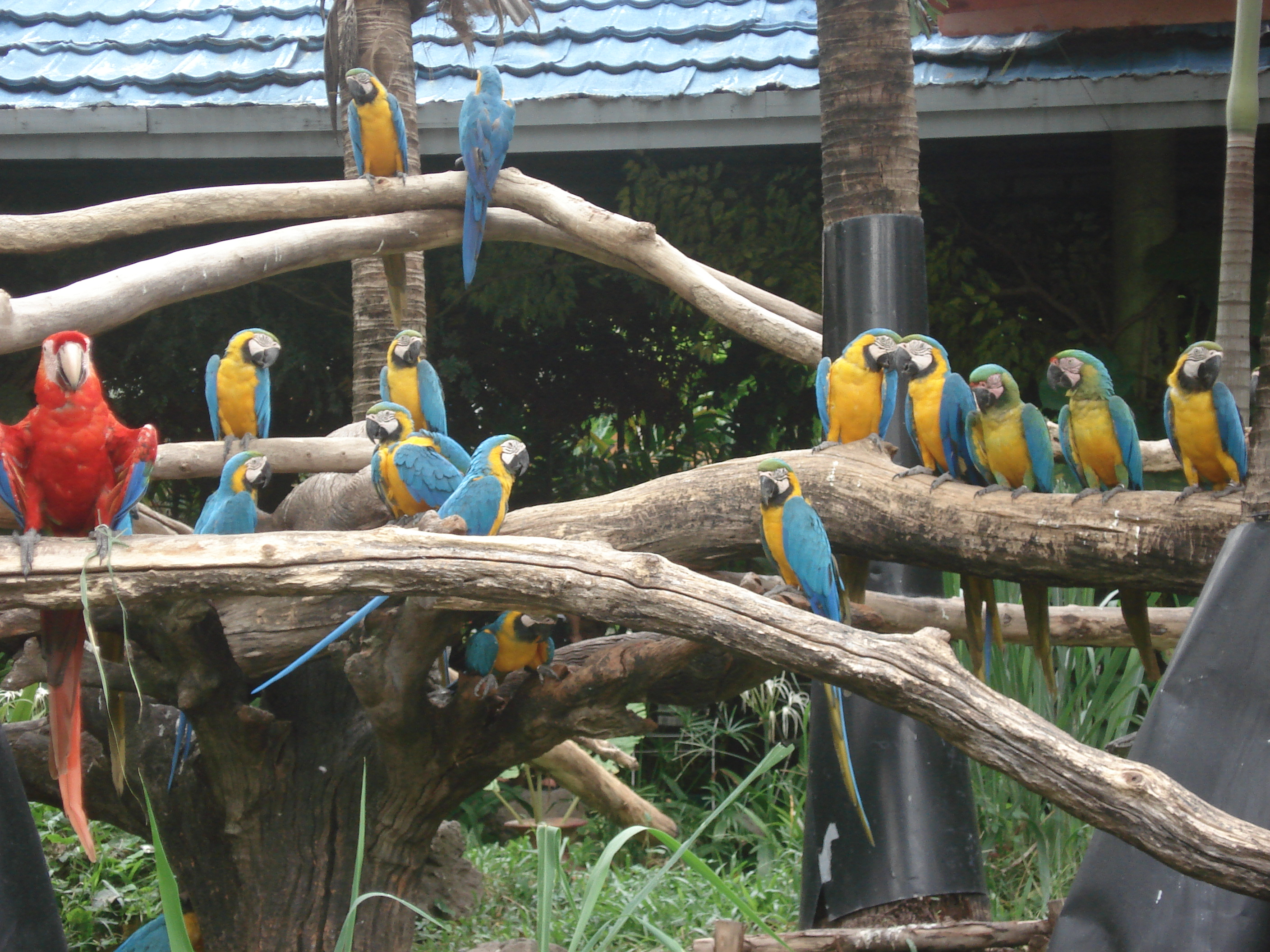
Aras à Safari World

La première partie, Safari park, présente différentes espèces d'animaux africains : zèbres, girafes, oiseaux, lions, tigres, ours, cerfs, etc. Les touristes peuvent prendre leurs propres voitures ou les bus du parc avec les guides parlant anglais pour visiter ce secteur.
La deuxième partie est Marine park où on peut voir des animaux aquatiques.
Les visiteurs peuvent trouver plusieurs espèces d'animaux rarement vues en captivité : le tigre blanc, la baleine blanche, l'ours blanc. En plus de ces animaux, il y a diverses spectacles, chaque spectacle étant présenté seulement une fois par jour : Spy War Action Stunt Spectacular, Hollywood Cowboy Stunt, le spectacle d'oiseaux, la boxe d'orang outangs, le ski nautique et le spectacle d'otarie. Une autre attraction qui attire les touristes est Jungle Cruise & Safari. Pour se restaurer, on a le choix entre des restaurants qui offrent de la cuisine thaïlandaise et occidentale. Avant de partir, les touristes peuvent acheter des souvenirs au magasin de souvenirs.
En 1994, Safari World accueillait en moyenne 1,5 million de visiteurs par an.